# Nova Aquilae 1905
V604 Aquilae sau  Nova Aquilae 1905 a explodat in 1905 în constelatia Aquila si a stralucit cu magnitudine 7.6.

## Coordonate delimitative
Ascensie dreaptă: 19h02m05s.77
Declinație: −04°26'31".3